# Saint-Aubin-sur-Loire
Saint-Aubin-sur-Loire este o comună în departamentul Saône-et-Loire, Franța. În 2009 avea o populație de 311 de locuitori.

## Evoluția populației
| An        | 1975 | 1982 | 1990 | 1999 | 2006 | 2009 |
| --------- | ---- | ---- | ---- | ---- | ---- | ---- |
| Populație | 358  | 370  | 331  | 323  | 310  | 311  |